# Sân bay quốc tế Kigali

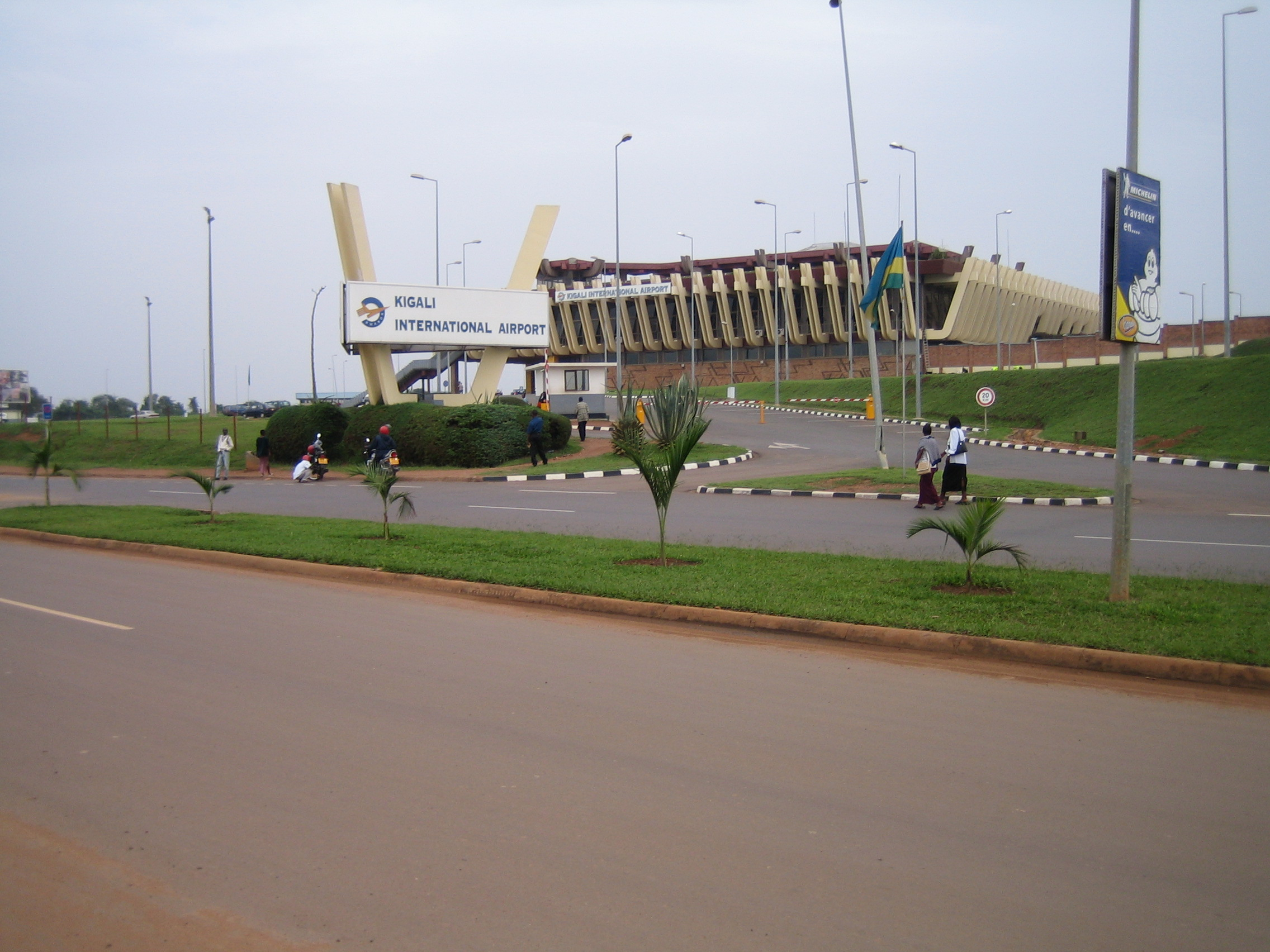
nhà ga hành khách

Sân bay quốc tế Kigali (IATA: KGL, ICAO: HRYR), tên trước đây là Sân bay quốc tế Gregoire Kayibanda, là sân bay tại Kigali, thủ đô Rwanda. Đây là sân bay hàng đầu quốc gia này. Sân bay này nằm ở ngoại ô Kanombe, phía đông Kigali, cách trung tâm thành phố 12 km.
Năm 2004, sân bay này phục vụ 135.189 lượt khách.

## Các hãng hàng không và các tuyến điểm
- Air Burundi (Bujumbura, Entebbe)
- Air Tanzania (Bujumbura, Dar Es Salaam)
- Brussels Airlines (Brussels, Entebbe, Nairobi) [1]
- Coastal Aviation (Arusha/Kilimandjaro, Grumeti, Kogatende, Manyara, Mwanza, Seronera) [thuê bao]
- Eagle Air (Entebbe) [charter flights]
- Ethiopian Airlines (Addis Ababa, Entebbe, Bujumbura)
- Jetlink Express (Nairobi) [begins 2008 pending government approval][2]
- Kenya Airways (Bujumbura, Nairobi)
- Rwandair Express (Addis Ababa (project)[3],Bujumbura, Cyangugu, Entebbe, Gisenyi [planned], Johannesburg, Kilimanjaro, Nairobi)

## Các hãng hàng hóa
- Kenya Airways Cargo (Nairobi)
- Ethiopian Airlines (Addis Ababa, Entebbe, Lagos)
- Martinair Cargo (Amsterdam, Nairobi) [operates flights in paternership with KLM Cargo]
- Silverback Cargo Freighters (Addis Ababa, Bujumbura, Dubai, Jeddah, Johannesburg)

## Một vài bức ảnh

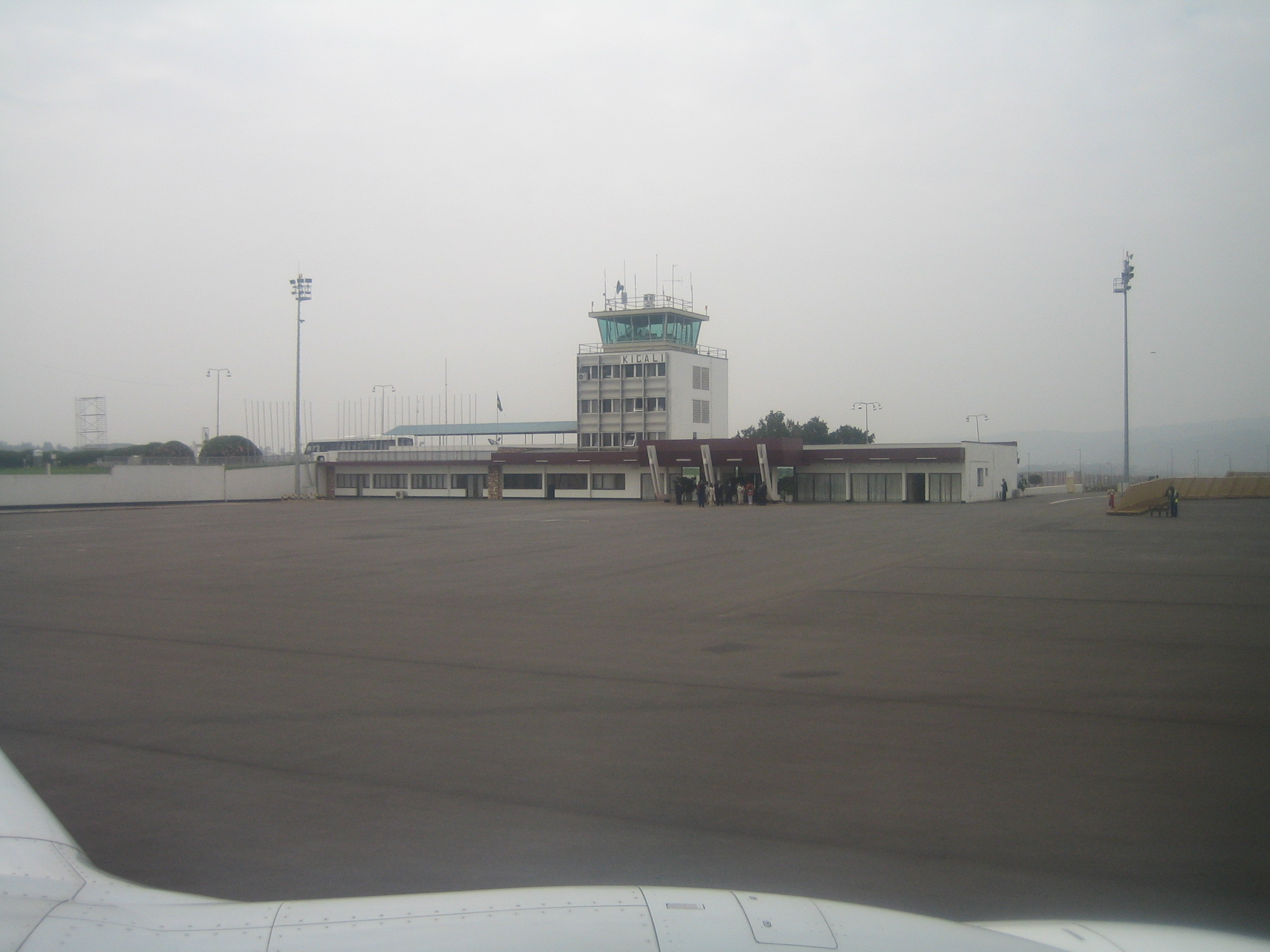
Nhà ga cũ, nay là phòng VIP
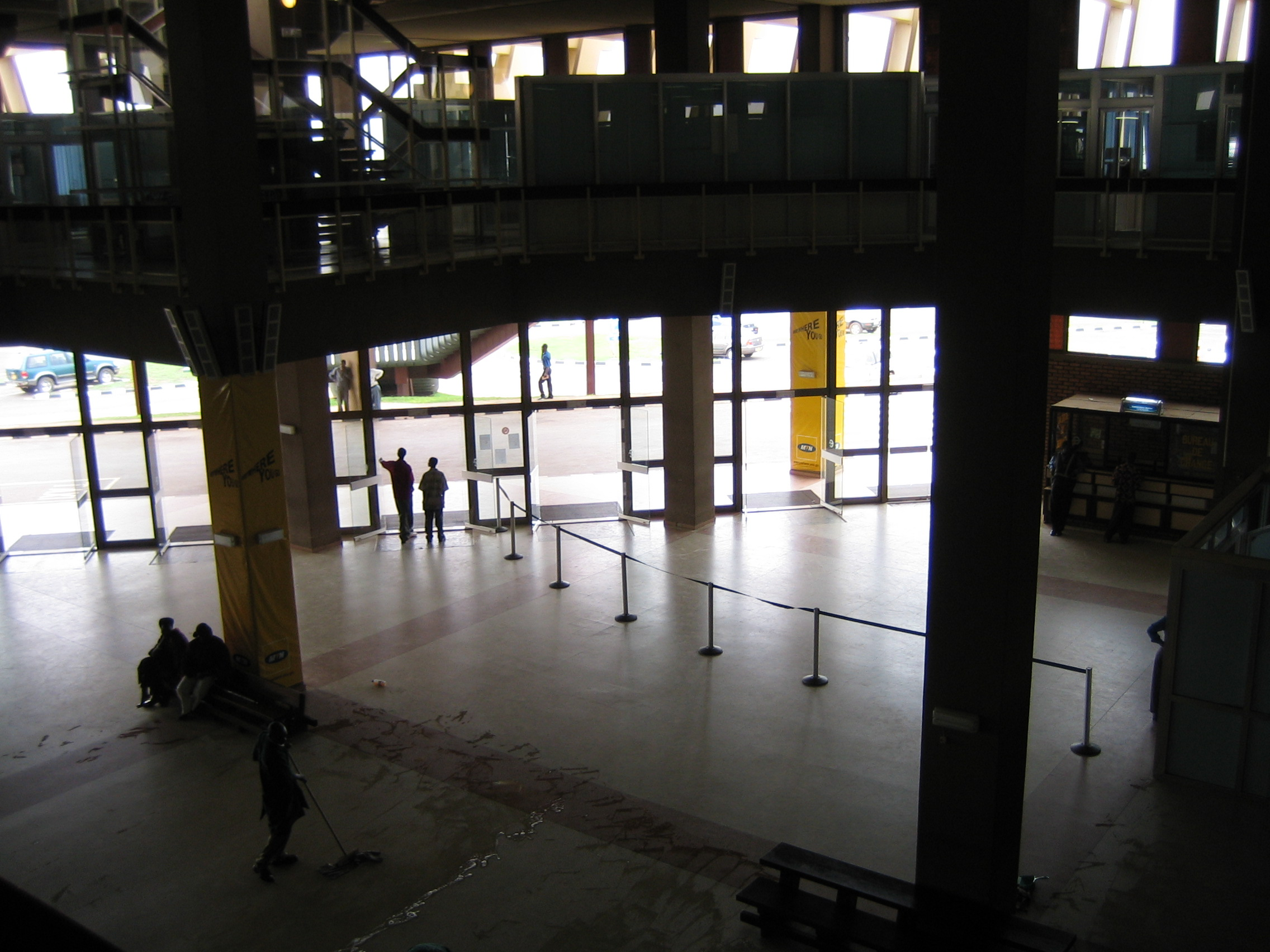
bên trong nhà ga
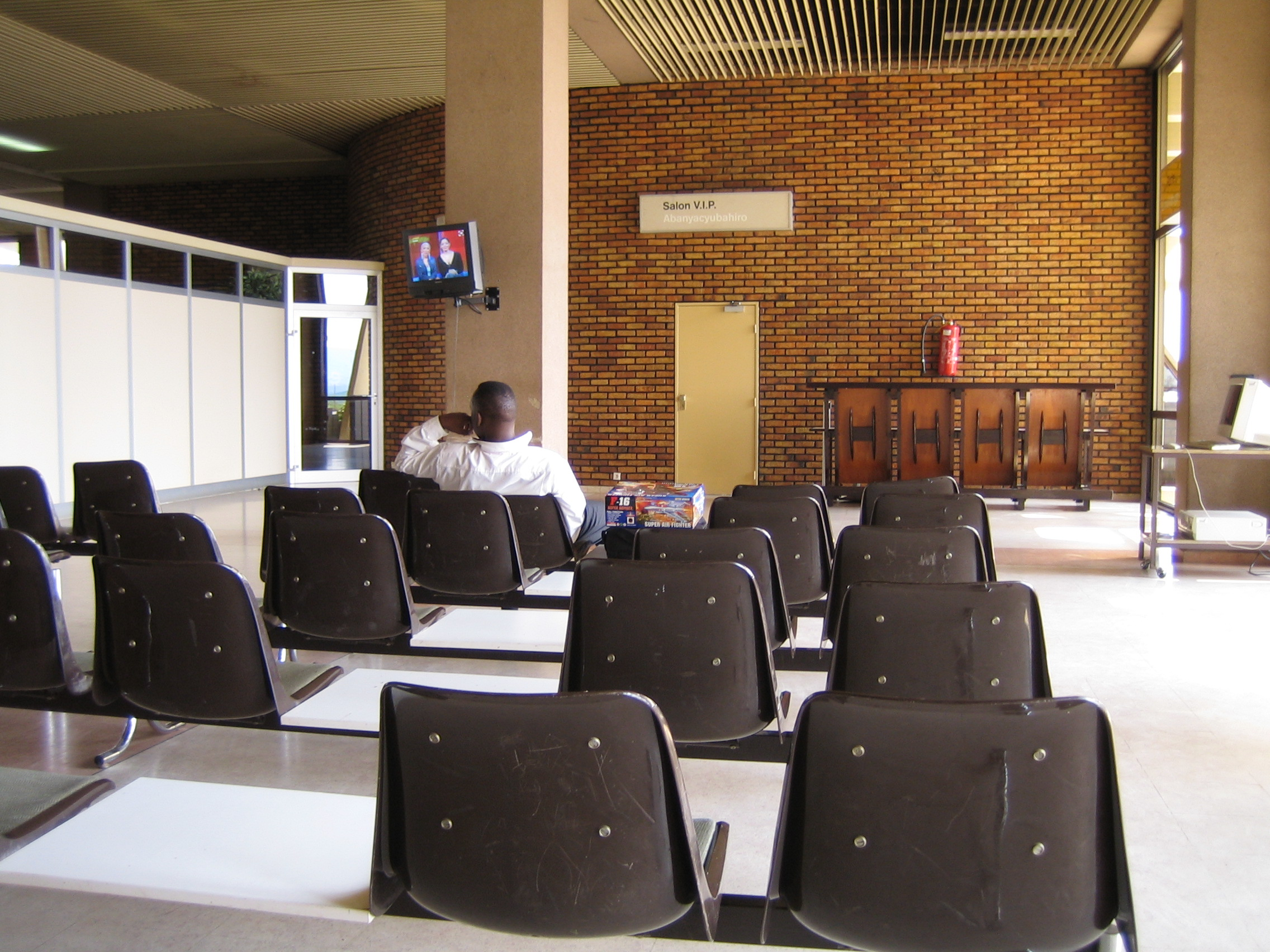
sảnh đi